# 7993 Johnbridges
7993 Johnbridges eller 1982 UD2 är en asteroid i huvudbältet som upptäcktes den 16 oktober 1982 av den tjeckiske astronomen Antonín Mrkos vid Kleť-observatoriet i Tjeckien. Den är uppkallad efter John Bridges.
Asteroiden har en diameter på ungefär 8 kilometer och den tillhör asteroidgruppen Koronis.